# Aeroport de Nampula
L'aeroport de Nampula (codi IATA: APL, codi OACI: FQNP) és un aeroport que serveix Nampula, a la província de Nampula al nord-oest Moçambic. És el centre de connexions de Kaya Airlines.

## Aerolínies i destinacions
| Aerolínies              | Destinacions                                        |
| ----------------------- | --------------------------------------------------- |
| Airlink                 | Johannesburg-OR Tambo                               |
| Kenya Airways           | Nairobi-Jomo Kenyatta                               |
| LAM Mozambique Airlines | Beira, Dar es Salaam, Lichinga, Maputo, Pemba, Tete |
| Malawian Airlines       | Blantyre, Lilongwe                                  |